# 제이크 포이
폴 제이콥 포이(영어: Paul Jacob Foy, 1990년 11월 1일 ~ )는 캐나다의 배우이다.

## 출연작 목록
- 애로우: 어둠의 기사 (2015)
- 마이너리티 리포트 (2015)
- 스타트렉 비욘드 (2016)
- 머독 미스터리 (2016)
- 레인 (2017)
- 프랭키 드레이크 미스터리 (2018)
- 어두운 데에서 (2019)
- |지정생존자 (2019)
- 먹고 마시고 결혼하라 (2019)
- 사랑이 담긴 가게 (2020)
- 배트우먼 (2021)
- 작은 주간 드라마 (2021)
- 빌리 더 키드 (2022)
- 크리스마스가 어렸을 때 (2022)
- 라이드 (2023)